# Hromadný marketing

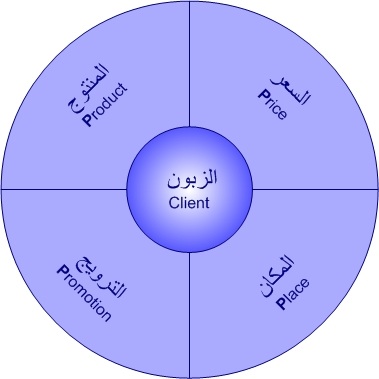
Arabský plán 4P pro dobrý marketing

Hromadný marketing je tržní strategie, ve které se firma rozhoduje ignorovat rozdílné tržní segmenty, a cílí na celý trh jako jeden celek pouze s jednou nabídkou nebo strategií, která má za úkol zasáhnout co největší možný počet lidí. Hromadný marketing se využívá především prostřednictvím rádia, televize a novin, jakožto médií působících na velkou část populace. Tímto způsobem je nabídce vystaven největší počet lidí a teoreticky se předpokládá, že toto působení vyústí ve větší množství prodejů nebo nákupů daného produktu.
Masový marketing je opakem nika marketingu, jelikož se zaměřuje na velké množství prodejů při nízkých cenách, a klade si za cíl poskytovat produkty a služby, které bude šířit na celý trh. Nika marketing se na druhou stranu zaměřuje na velmi specifický segment trhu, například specializované služby nebo zboží s malým počtem nebo žádnými konkurenty.

## Historie
Masový marketing nebo nediferencovaný marketing má své počátky v roce 1920, kdy se začalo rozšiřovat rádio a rozhlas. To dalo společnostem příležitost komunikovat s velkým množstvím potenciálních zákazníků. Tím vznikla potřeba změnit marketing způsobem, kterým by mohlo být možné přesvědčit širokou veřejnost s rozdílnými potřebami, aby měla zájem zakoupit jeden homogenní produkt. To se během let vyvinulo do celosvětového multi-miliardového průmyslu. Po útlumu v období Velké hospodářské krize se tento způsob začal znovu rozšiřovat během 40. a 50. let. K dalšímu útlumu však došlo během 60. a 70. let, přičemž od 80. let je to historicky nejúspěšnější období hromadného marketingu. Tento trend je spojený především s vzestupem a rostoucím významem hromadných sdělovacích prostředků. Masový marketing vytváří největší potenciální trh, což vede ke snížení nákladů. Je také nazýván jako celkový marketing.
V průběhu let se marketingové aktivity přesunuly od tradičních médií, jako jsou televize, rádio a tištěné reklamy, na více digitalizovaná média, jako jsou on-line platformy. Huang (2009, jak je uvedeno v Shyu et al., 2015), vysvětluje tři hlavní atributy, které má digitální marketing lepší - jednou je "penetrační síla", která má schopnost zasáhnout širší okruh spotřebitelů na trhu. Digitální marketing umožňuje obchodníkovi oslovit větší publikum efektivnějším a nákladově méně náročným způsobem, což je nakonec to, o co masový marketing usiluje.

## Přesvědčování v hromadném marketingu
Aby reklama v hromadném marketingu byla úspěšná, musí apelovat na "souhrn očekávání produktu společný pro většinu spotřebitelů na cílovém trhu." (Bennett & Strydom, 2001) V tomto případě není potřeba segmentovat spotřebitele do dílčích skupin a produkt by měl splňovat všechny přání a/nebo potřeby spotřebitele.

## Guerilla marketing
Guerilla marketing má za cíl přitáhnout pozornost jedinečným, nezapomenutelným a nápaditým způsobem, jak "maximalizovat zájem o zboží a služby firmy při minimalizaci nákladů na reklamu." (Bigat, 2012). Podle Kotlera (2007, jak je uvedeno v Bigat, 2012) tento typ marketingu provádějí především malé a střední podniky, ale v dnešní společnosti se stal důležitějším vzhledem k tvrdšímu konkurenčnímu prostředí. Tento způsob marketingu je zvláště efektivní při dosahování širšího publika, a to díky jeho nečekané a šokující povaze.
Bigat pojednává o roli technologií, konkrétně o internetu a jeho efektivitě při šíření zpráv od odesílatele k příjemcům, kde uvádí, že "Internetové blogy, on-line časopisy, noviny spolu s chaty a diskusními fóry jsou rozhodujícími místy pro úspěšné předání vzkazu." Logicky, je to způsobeno tím, že digitální média vytváří více efektivní zpětnou vazbu od spotřebitelů. Uživatelé hromadného marketingu by se měli zaměřit na ovlivnění chování svých spotřebitelů tím, že je seznámí se značkou pozitivním způsobem, což umožní jejich větší aktivitu (online i offline), stejně jako další průnik na trh..

## Použití a prodané výrobky
Masový marketing se používá k ovlivnění co největšího možného množství lidí. Jedná se například o formu prodeje zboží jako je zubní pasta. Zubní pasta není vyrobena speciálně pro jednoho spotřebitele a prodává se v obrovském množství. Společnost nebo osoba, která vyrábí zubní pasty, usiluje o to, aby více lidí při koupi upřednostnilo jejich konkrétní značku před jinou. Za splnění tohoto cíle lze považovat situaci, kdy si spotřebitel koupí tuto zubní pastu na základě předešlé marketingové komunikace. Hromadný marketing je opakem niche marketingu, při kterém je produkt vyroben přímo pro potřeby jedné osoby nebo pro specifickou skupinu osob. Další produkty využívajících hromadný marketing mohou být například nábytek, umělecká díla, automobily, šumivé nápoje a osobní počítače. Obvykle jsou právě věci, které jsou spotřebitelem vnímány jako nutné/nezbytné, jsou předmětem masového marketingu. Zdroje hromadného marketingu poskytují nákladově efektivní marketingové řešení pro malé podniky a mikropodniky, včetně podniků začínajících. I "produkty" jako politici a služby, které jsou výsledkem povolání jako jsou práva, rehabilitace a medicíny, jsou předmětem masového marketingu.

## Otázky kvality
K dalšímu zvýšení zisku firem jsou masově propagované výrobky uváděné na trh prezentované jako "trvanlivé zboží" často vyrobeny z nestandardních materiálů, které způsobují jejich dřívější znehodnocení. Této praxi se říká plánované zastarávání. Nejen, že takto dochází ke snižování výrobních nákladů, ale zároveň se zajišťuje budoucí odbyt tím, že se trh neplní kvalitním zbožím s dlouhou dobou životnosti. Síly volného trhu mají tendenci bránit prodeji těchto nekvalitních výrobků, a tím také omezovat plánované zastarávání.
Mnoho masově propagovaných položek je považováno za základní. Při zničení nebo opotřebování těchto položek se obvykle kupují jejich zcela nové náhrady. Levnější verze zboží je oproti zboží dražšímu zpravidla méně trvanlivé, je však tak levné, že jeho náhrada není příliš nákladná a je lehce dostupná.

## Výhody hromadného marketingu
Protože je cílová skupina hromadného marketingu široká, počet úspěšných zásahů je vysoký i přes nízkou pravděpodobnost, že dojde k oslovení zákazníka, a pokud přijdou všechny snahy v jedné konkrétní oblasti nazmar, eventuální ztráta je nižší v porovnání s marketingem směřovaným na úzce zacílené skupiny. Výrobní náklady na jednotku jsou nízké z důvodu, že jedna výrobní série pro homogenní produkt a marketingový výzkum/náklady na reklamu jsou také relativně nízký, což ve výsledku vede k více příležitostem k prodeji na mnohem větší trh.

## Nevýhody hromadného marketingu
V důsledku zvýšené konkurence a náročnosti dnešních spotřebitelů, Bennett a Strydom (2001) naznačují, že hromadné marketingové kampaně mají nižší pravděpodobnost úspěchu; jelikož spotřebitelé mají různé nároky a potřeby, které spíše naleznou u jiných, diferencovaných produktů.